# Carlos Sturzenegger
Carlos Sturzenegger (Colonia Suiza, 1871 - 1945) fue un escribano y deportista uruguayo que se destacó en remo, aunque también practicó deportes como atletismo, velocipedismo y fútbol. También es reconocido por ser la primera persona que escribió sobre fútbol en Uruguay.

## Biografía
Su padre fue Johannes Sturzenegger, quien era proveniente del cantón suizo de Appenzell, y en 1863 emigró a Uruguay. Se estableció en Colonia Suiza donde formó una familia, y tuvo varios hijos, entre los que se encontró Carlos.
En 1898 Carlos Sturzenegger obtuvo el título de escribano de parte de la Universidad de la República, convirtiéndose en la primera persona oriunda de Colonia Suiza en obtener un título universitario.
A nivel deportivo, participó de la fundación de la organización dedicada a la promoción de la gimnasia y la esgrima, Sociéte de Gymnastique et d´Escrime L´Avenir y también se incorporó como socio al Montevideo Rowing Club, institución dedicada al remo, deporte en el que se destacó. En esta disciplina logró en representación del Montevideo Rowing Club, el trofeo Tigre Boat Club de rowing en modalidad single.
Participó en decenas de regatas internas en Uruguay, y obtuvo varias medallas de oro en regatas nacionales e internacionales entre 1892 y 1901 efectuadas generalmente en Montevideo y Buenos Aires. También se desempeñó como velocipedista, ganando cuatro primeros premios y dos segundos premios. En fútbol jugó desde el momento de su fundación y por varios años para el Albion Football Club. Asimismo, participó de varios concursos nacionales de gimnasia organizadas por el club L´Avenir y otras actividades impulsadas por el Montevideo Cricket Club.
Fue nombrado Presidente del Montevideo Rowing Club y en 1906, el presidente José Batlle y Ordóñez lo designó para integrar la directiva de la Comisión Nacional de Educación Física.
En 1911 Carlos Sturzenegger publicó "El fútbol. Leyes que lo rigen y modo de jugarlo" que fue el primer libro dedicado al fútbol editado en el país. En casi trescientas páginas de análisis, el autor recorre la función de cada jugador dentro del equipo, reglamento del juego, estadísticas y fotografías.